# Tsingy de Bemaraha
Tsingy de Bemaraha je strogi rezervat prirode (fr.: Réserve Naturelle Intégrale Tsingy de Bemaraha) u madagaskarskoj pokrajini Melaky, u blizini zapadne obale otoka. Rezervat (osnovan 1997.), površine od 853 km², je zajedno s istoimenim nacionalnim parkom na jugu (osnovan 1990.), površine 666 km², upisan na UNESCO-ov popis mjesta svjetske baštine u Africi 1990. godine zbog „jedinstvene geomorfoloških odlika (poput slikovitog klanca rijeke Manambolo), sačuvane mangrove šume i močvara, te značajne bioraznolikosti endemskih biljaka (koje rastu u nišama tsingyja), te ptica i lemura”. Tako se ekosustav biljaka i životinja obitavaju na podnožju tsingyja uvelike razlikuje od onog na njezinim liticama, ali i onog na njezinim vrhovima. Svjetska baština je 2023. godine proširena na još 5 lokaliteta širom zapadnog Madagaskara, zajedno poznati kao „Suhe šume Andrefane”.
Područje se sastoji od Velikih Tsingy u rezervatu na sjeveru i Malih Tsingy u nacionalnom parku na jugu. Tsingy (malgaški za „neprohodno bosim nogoma”) su krške visoravni koje su tekućice izbrazdale stvorivši jedinstvenu mrežu klanaca i vrtača i ostavivši dramatične uzorke “krških iglica” koje se uzdižu do 400 m visine.
Turisti mogu posjetiti nacionalni park cestom iz gradića Morondava koji se nalazi 50 km južnije, ili iz Antsalova do kojega se može doći i zrakoplovom iz Antananariva ili Mahajanga.
- Satelitska snimka Tsingy de Bemaraha
- Velike Tsingy
- Male Tsingy
- Mangrova šuma
- Viseće stijene

## Poveznice
Najslavniji krš na svijetu:
- Južnokineski krš
- Nacionalni park Phong Nha Ke Bang i Zaljev Hạ Long, Vijetnam
- Gunung Mulu, Malezija
- Krške špilje Aggteleka i Slovačkog krša (Mađarska i Slovačka)
- Škocjanske jame, Slovenija

## Vanjske poveznice
- Službena stranica  Arhivirana inačica izvorne stranice od 22. ožujka 2012. (Wayback Machine) (engl.)
- Video na službenim stranicama UNESCO-a (engl.)

|  | Zajednički poslužitelj ima još gradiva o temi Tsingy de Bemaraha |